# Myurella eburnea
Myurella eburnea é uma espécie de gastrópode do gênero Myurella, pertencente a família Terebridae.